# Edward Van Steenbergen
Edward Van Steenbergen (Antwerpen, 19 december 1925 - aldaar, 3 januari 2003) was een Belgisch architect.

## Leven
Edward Van Steenbergen (junior) was de zoon van de modernistische Antwerpse architect Eduard Van Steenbergen (senior). Zoon Edward behaalde in 1950 het diploma "burgerlijk ingenieur-architect" aan de Rijksuniversiteit van Gent. Zijn vader, Eduard, overleed vroegtijdig in 1952. Ingevolge dit afsterven nam de toen 26-jarige Edward de activiteiten van vaders praktijk over en voerde diens laatste grote opdracht uit: de bouw van het in 1948 ontworpen gemeentehuis van Deurne.
Van Steenbergen woonde in een huis aan de Strijdhoflaan 91 te Berchem: een stadswoning die ontworpen was door zijn vader. Ook vertoefde hij vaak in een vakantiehuisje aan de Veerstraat 192 in Zandhoven. Deze modernistische bungalow was door zijn vader in 1935 als buitenverblijf ontworpen, met een vormgeving die verwees naar de scheepsbouw.
Van Steenbergen was getrouwd met Frida Verbreyt. Hij bleef in zijn huis aan de Strijdhoflaan wonen, tot aan zijn dood in 2003, en overleed kinderloos.

## Werk
In zijn carrière als architect ontwierp hij een groot aantal bijzondere gebouwen, waarvan vele erkend zijn als bouwkundig erfgoed.
Hiertoe behoren:
- 1950: Antwerpen: Wilgenlaan 19. Een naoorlogse bel-etagewoning in modernistische stijl, (opdrachtgever: familie F. Deckers). Dit was een van zijn allereerste ontwerpen, dat in 1952 bekroond werd met een Tweede Vermelding in de Prijs Van de Ven.
- 1956-64: Deurne: Maurice Dequeeckerplein 1, districtshuis (voorheen: gemeentehuis). Ontworpen in 1947-48 door zijn vader. Vrijstaand T-vormig complex met brede voorbouw, geflankeerd door lage galerijen, en met een centrale 39 meter hoge toren.
- 1956: Kontich: Peter Benoitlaan 17. Villa met dokterspraktijk (opdrachtgever: dr. Paul Bijttebier).
- 1963: Keerbergen: Emiel Op De Beecklaan. Woning (opdrachtgever: Spaenhoven).
- 1964-66: Turnhout: Dennenstraat 100. Villa (opdrachtgever: Clerinckx).
- 1967-70: Beerse: Janssens Pharmaceutica. Kantoorgebouw "Life Science Building".
- 1978: Antwerpen: Marcel De Backerstraat 24. Woning (opdrachtgever: W. Boits) in laat-moderne of postmoderne stijl.
- 1978: uitbreiding Koninklijk Atheneum Deurne

In vergelijking met de stijl van zijn vader, toont vooral het latere werk van Edward een zachter karakter met een meer gevarieerd materiaalgebruik. Dit was ingegeven door een tijdsgeest waarin de praktische architecturale aanpak (met aandacht voor de context) primeerde op de ideologische. Tussen functionalisme en monumentaliteit moesten immers nieuwe paden worden verkend, waarbij het modernisme niet meer in tegenspraak was met de traditie.